# 雅尔丹
雅尔丹（法語：Jardin，法語發音：[ʒaʁdɛ̃] ⓘ）是法国伊泽尔省的一个市镇，属于维埃纳区。

## 地理
雅尔丹（45°29'47"N, 4°54'30"E）面积9.25 平方千米，位于法国奥弗涅-罗讷-阿尔卑斯大区伊泽尔省，该省份为法国东南部内陆省份，北起顺时针与安省、萨瓦省、上阿尔卑斯省、德龙省、阿尔代什省、卢瓦尔省和罗讷省。
与雅尔丹接壤的市镇（或旧市镇、城区）包括：圣索尔兰德维埃纳、維埃納、莱科特达雷、埃斯特拉布兰。

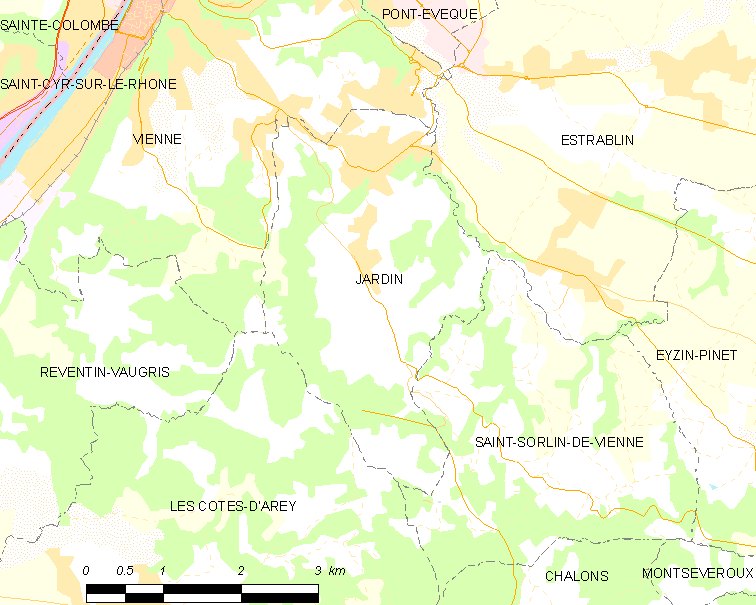
雅尔丹的OSM定位图

雅尔丹的时区为UTC+01:00、UTC+02:00（夏令时）。

## 行政
雅尔丹的邮政编码为38200，INSEE市镇编码为38199。

## 政治
雅尔丹所属的省级选区为维埃纳第二县。

## 人口

1962-2008年间雅尔丹人口变化图示

雅尔丹于2022年1月1日时的人口数量为2156人。